# Platyla maasseni
Platyla maasseni е вид коремоного от семейство Aciculidae.

## Разпространение
Видът е разпространен в Хърватия.